# The Orchid-Growers Manual
The Orchid-Growers Manual (abreviado Orch.-Grow. Man.) es un libro con ilustraciones y descripciones botánicas que fue escrito por el orquideólogo inglés Benjamin Samuel Williams y publicado en Londres en el año 1852 con seis ediciones posteriores, con el nombre de Orchid-Growers Manual Containing a Brief Description of Upwards of Two Hundred and Sixty Orchidaceous Plants Together with Notices of their Times of Flowering and Most Approved Modes of Treatment.

## Ediciones publicadas
- Edición n.º 1; 1852
- Edición n.º 2; 1862
- Edición n.º 3; 1868
- Edición n.º 4; 1871
- Edición n.º 5; 1877
- Edición n.º 6; 1885
- Edición n.º 7; 1894